# Photinus cookii
Photinus cookii är en skalbaggsart som beskrevs av Green 1956. Photinus cookii ingår i släktet Photinus och familjen lysmaskar. Inga underarter finns listade i Catalogue of Life.